# Castrillo de Cabrera
Castrillo de Cabrera (em leonês Castriellu) é um município da Espanha na província de León, comunidade autónoma de Castela e Leão, de área 115,80 km² com população de 172 habitantes (2004) e densidade populacional de 1,42 hab/km².

## Demografia
| Variação demográfica do município entre 1991 e 2004 | Variação demográfica do município entre 1991 e 2004 | Variação demográfica do município entre 1991 e 2004 | Variação demográfica do município entre 1991 e 2004 |
| --------------------------------------------------- | --------------------------------------------------- | --------------------------------------------------- | --------------------------------------------------- |
| 1991                                                | 1996                                                | 2001                                                | 2004                                                |
| 324                                                 | 203                                                 | 177                                                 | 165                                                 |